# Rummelsberger Diakonie

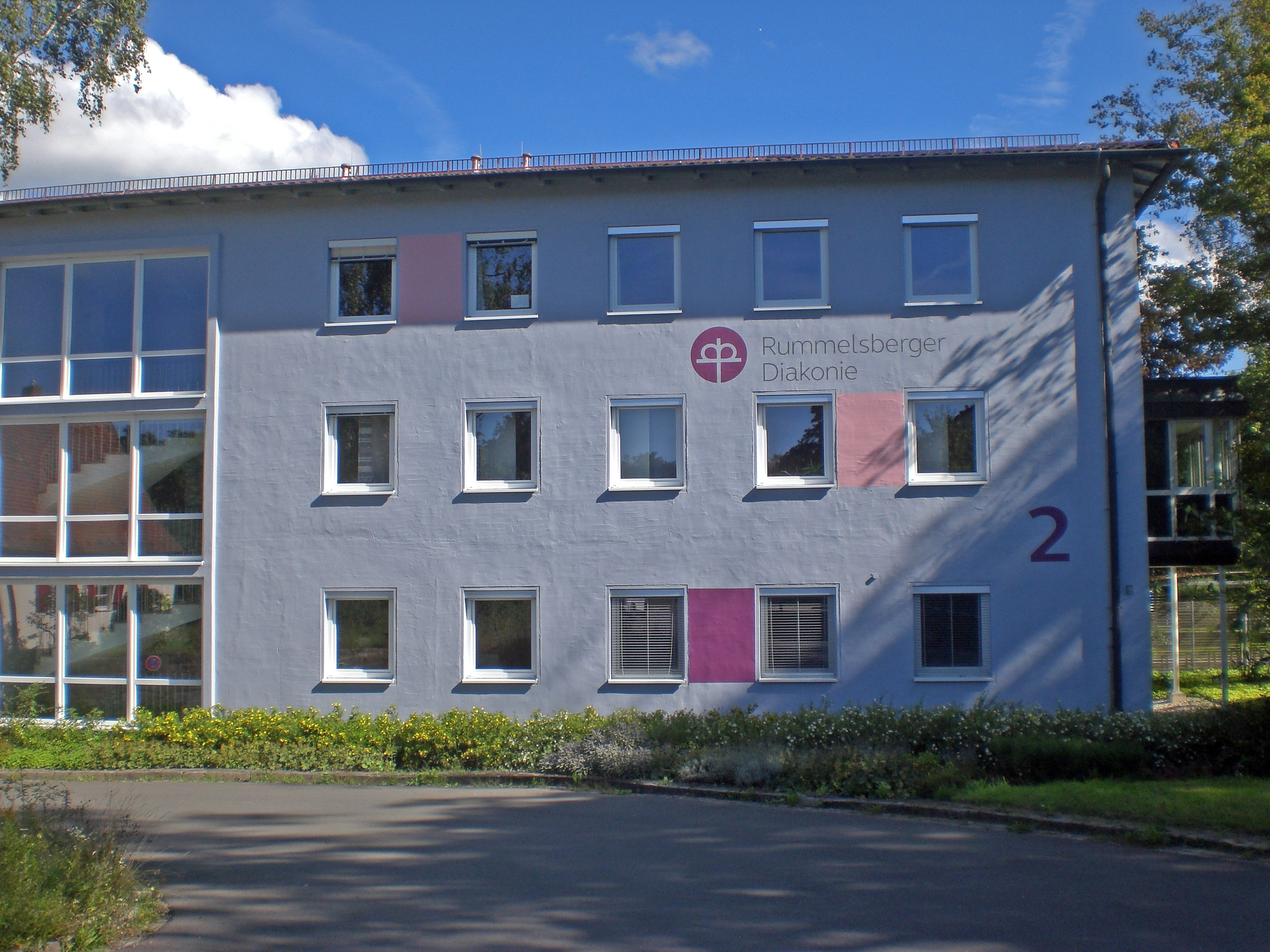
Diakoniegebäude

Die Rummelsberger Diakonie e. V. ist ein Träger der Diakonie und Mitglied im Wohlfahrtsverband Diakonisches Werk der Evangelisch-Lutherischen Kirche in Bayern. Sie ist einer der großen diakonischen Sozialunternehmen in Deutschland. Sie ist Träger von mehr als 370 ambulanten und stationären Diensten und Einrichtungen für Kinder, Jugendliche, Familien, Menschen mit Behinderung und Seniorinnen und beschäftigt über 6.400 Mitarbeitende in Voll- und Teilzeit.
Darüber hinaus bietet sie rund 1.200 Ausbildungsplätze in sozialen, pflegerischen und diakonischen Berufen.
Täglich nehmen annähernd 14.000 Menschen Dienstleistungen der Rummelsberger Dienste in Anspruch.
Der Jahresumsatz betrug im Jahr 2023 rund 400 Mio. Euro.

## Geschichte
Die historischen Wurzeln der heutigen Rummelsberger Diakonie liegen in der Landesdiakonenanstalt, die der damals erst wenige Jahre alte Landesverein für Innere Mission in Bayern im Jahr 1890 in Nürnberg gründete. Der erste Ausbildungsjahrgang für Diakone umfasste acht Männer im Alter zwischen 17 und 38 Jahren. Ihr wichtigstes praktisches Einsatzfeld war die Krankenpflege im Nürnberger Krankenhaus. Während es seit der Mitte des 19. Jahrhunderts in Neuendettelsau und Augsburg bereits zwei prosperierende Diakonissenhäuser gab, gelang es mit der Nürnberger Gründung erstmals im evangelischen Bayern, eine kirchlich geprägte Ausbildung für Sozialberufe auch für Männer dauerhaft zu etablieren. Ein erster entsprechender Versuch auf dem Puckenhof bei Erlangen war zuvor gescheitert.
Während die Diakonissenanstalt Neuendettelsau von dem streng lutherischen Theologen Wilhelm Löhe geistlich geprägt wurde, sah sich der Landesverein für Innere Mission eher in der Tradition des Hamburger Theologen und Sozialreformers Johann Hinrich Wichern.
Die Verabschiedung eines neuen Jugendfürsorgegesetzes im Königreich Bayern eröffnete dem Landesverein die Möglichkeit, ein neues Arbeitsfeld zu eröffnen und dieses gleichzeitig als Ausbildungseinrichtung für den Diakonennachwuchs zu nutzen. So erwarb man 1904 das Bauerngut Rummelsberg (heute Gemeindeteil der Gemeinde Schwarzenbruck bei Nürnberg) und eröffnete dort 1905 die „Rummelsberger Anstalten“, die aus einer Erziehungseinrichtung für Jungen und einer Ausbildungsstätte für Diakone bestand. Beide waren in einem Gebäude untergebracht (heute Fachakademie für Sozialpädagogik).

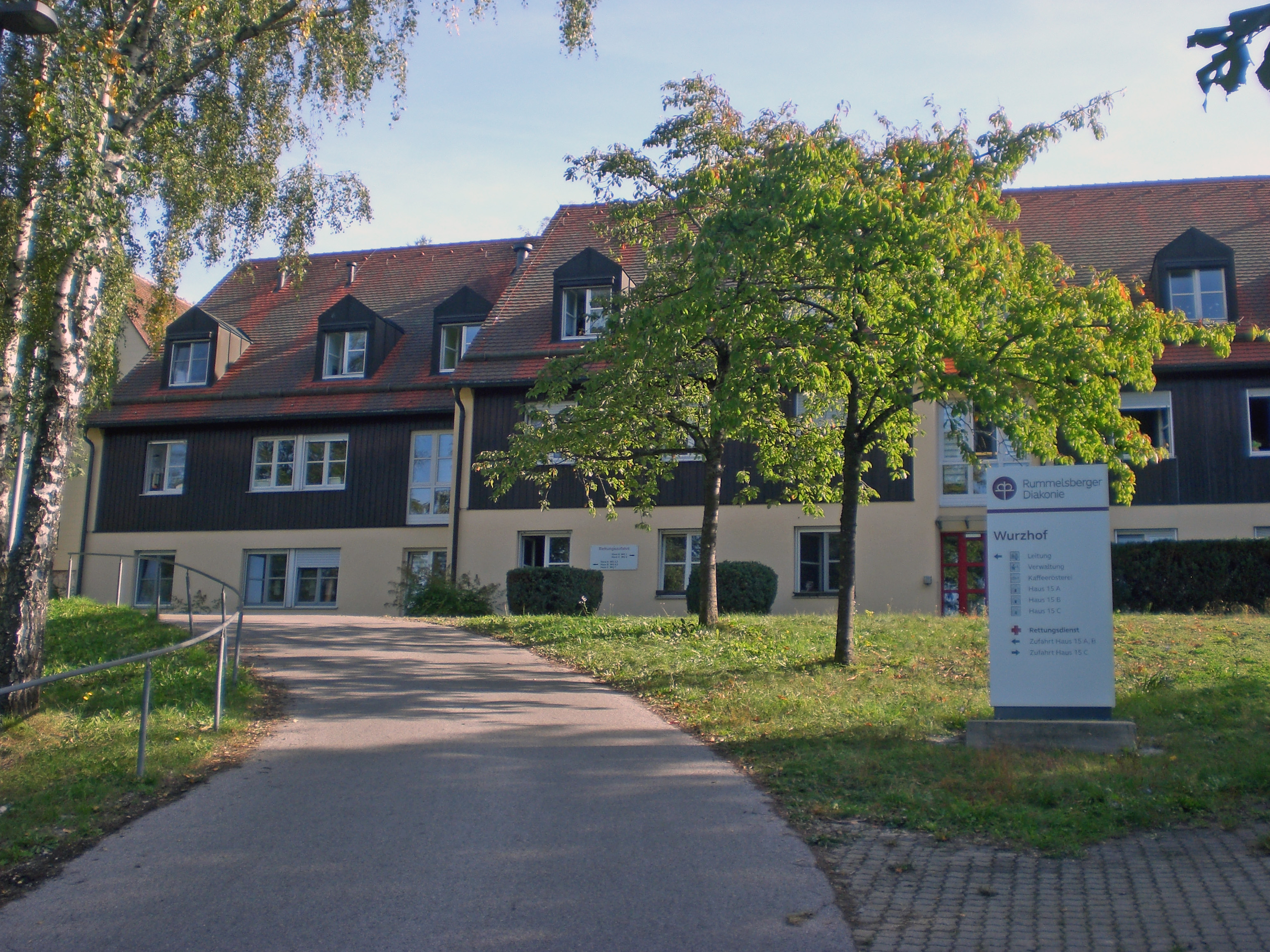
Wurzhof bei Postbauer-Heng (2023)

Nach dem Ende des Ersten Weltkrieges erlebten die Rummelsberger Anstalten unter der Leitung des ersten Rektors Karl Nicol (1886–1954) eine Phase starken Wachstums. In kurzer Folge wurden ein „Kriegssiechenheim“ (1920, heute Waldheim), ein erstes Brüderhaus (1922, heute Waldheim), die ortsprägende Philippuskirche (1927), ein Handwerkerhaus (1927, heute Diakoniemuseum) und das Brüderhaus (1931) errichtet. Die Zahl der Diakone stieg von 117 (1919) auf 227 im Jahr 1933. Mit dem Wurzhof (1912, heute Gemeinde Postbauer-Heng in der Oberpfalz) und mit dem Wichernhaus in Altdorf (1925), der ehemaligen reichsstädtisch-nürnbergischen Universität, entstanden erste Einrichtungen außerhalb von Rummelsberg. Vor allem das Wichernhaus, das damals als reichsweite Vorbildeinrichtung für körperlich behinderte Menschen galt, besaß in jener Zeit eine enorme Bedeutung für die Rummelsberger Anstalten.
Es gelang Nicol, das Diakonenamt in der bayerischen Landeskirche institutionell fest zu verankern. Diakone waren bald überall in Bayern nicht nur in sozialen Berufen, sondern auch als Mesner, Organisten oder Jugendarbeiter tätig. Der erste bayerische Gemeindediakon war ab 1919 Heinrich Schlötterer (1890–1978) in München-St. Matthäus. 1942 war im „Kirchengesetz über das Amt des Diakons“ erstmals formuliert: „Das Amt für männliche Diakonie ist seinem Wesen nach ein kirchliches Amt eigener Prägung.“
Ebenfalls in diese Zeit reichen die Wurzeln der Rummelsberger Beziehungen nach Tansania. 1928 wurde der vormalige Präfekt der Erziehungsanstalt, Max Pätzig, von Rummelsberg aus zu seinem Missionsdienst an den Kilimandscharo ausgesandt. Zwischen 1930 und 2019 waren 15 Rummelsberger Diakone, teilweise mit ihren Ehefrauen, und zwei Rummelsberger Diakoninnen in unterschiedlichsten Aufgabengebieten in Tansania tätig.
Die Machtübernahme der NSDAP im Jahr 1933 quittierten auch die Verantwortlichen in Rummelsberg mit Genugtuung, wenn nicht Begeisterung. Eine 40-köpfige Rummelsberger Delegation mit Brüderpfarrer Wilhelm Strohm (1902–1937) nahm mit großer Begeisterung am „Deutschen Diakonentag“ in Hamburg teil, der sich mit einer begeisterten Ergebenheitsadresse Hitler unterstellte. In Rummelsberg agierten Untergliederungen der Hitlerjugend, SA, Deutsche Arbeitsfront und Betriebsgemeinschaft. Die Fürbitte für den „Führer“ gehörte zu den Gebetsanliegen jedes Sonntagsgottesdienstes.
Im Mai 1934 war Rummelsberg Gründungsort der „Bayerischen Pfarrbruderschaft“, die zu einer wichtigen Institution innerhalb der oppositionellen „Bekennenden Kirche“ wurde. 1941 gelang es Nicol, die in Rummelsberg lebenden geistig behinderten Menschen, die von der Aktion T4 betroffen waren, vor dem Abtransport und der Ermordung zu bewahren, indem sich die Rummelsberger Anstalten verpflichteten, für alle künftigen Kosten für diese Menschen aufzukommen. Dies war nur möglich, weil es sich hier – anders als etwa in Neuendettelsau – nur um sehr wenige Menschen handelte, die im „Kriegssiechenheim“ lebten.
Dennoch sind aus den Folgejahren einige  Rummelsberger Opfer der menschenverachtenden staatlichen Gesundheitspolitik zu verzeichnen. Im September 1942 wurden vier Männer aus dem „Kriegssiechenheim“ in die staatliche Heil- und Pflegeanstalt Erlangen verlegt, wo zwei von ihnen bald starben. Zwei Jugendliche aus den Rummelsberger Erziehungshilfeeinrichtungen wurden als „jüdische Mischlinge“ in die NS-Tötungsanstalt Hadamar geschickt. Einer von beiden, Alfred Völkel (1929–2002), wurde auf Druck seines Vormundes nach einigen Monaten wieder entlassen. Der andere, Friedrich Zauner (1927–1943) wurde in Hadamar ermordet.
Im Jahr 1943 unterblieb die bereits angeordnete vollständige Räumung der Rummelsberger Anstalten zugunsten des Luftwaffenlazaretts Mögeldorf nur deswegen, weil das Lazarett kurz vor der geplanten Verlagerung bei einem Bombenangriff zerstört wurde. In der gesamten Kriegs- und Nachkriegszeit war Rummelsberg Auffang- und Wohnort für Umsiedler, Flüchtlinge und Vertriebene, u. a. aus Bessarabien, Südtirol, Serbien, Schlesien und Ostpreußen. Die Brüderschaft aus den ostpreußischen Carlshöfer Anstalten trat 1947 geschlossen der Rummelsberger Brüderschaft bei. Das schlesische Diakonissenhaus Lehmgruben (Breslau), das 1950 in Marktheidenfeld neu gebaut worden war, gehörte seit 1988 zu den Rummelsberger Anstalten.
1948 wurde die Innere Mission in Bayern organisatorisch neu aufgestellt. Ein neu gegründeter „Landesverband für Innere Mission“ (heute: Diakonisches Werk Bayern) übernahm die Funktion als Dachverband aller diakonischen Träger in Bayern. Der „Landesverein für Innere Mission“ wurde umbenannt in „Rummelsberger Anstalten der Inneren Mission e. V.“. Damit waren die Rummelsberger Anstalten erstmals seit ihrer Gründung rechtlich selbständig. Etwa 40 Einrichtungen in ganz Bayern, meist Flüchtlings- und Altenheime, die zuvor in der Obhut des Landesvereins gewesen waren, kamen nun unter Rummelsberger Verantwortung. Unter ihnen war etwa der Auhof bei Hilpoltstein (vormals „Erziehungsanstalt Veilhof“), der ab 1953 zu einem Zentrum der Arbeit mit geistig behinderten Menschen wurde, oder das Altenheim „Schertlinhaus“ in Burtenbach (Schwaben).
Bis 1965 wuchs die Zahl der Diakone auf 737 an. Eine weitere Wachstumsphase erlebten die „Rummelsberger Anstalten“ unter Rektor Karl Heinz Neukamm (1929–2018). Große Einrichtungen wie das Krankenhaus „Wichernhaus“, das Berufsbildungszentrum, das Jugendhilfezentrum wurden erbaut. In dem 1968 errichteten Altenpflegeheim „Stephanusheim“ lebte von 1971 bis 1988 der als 25-facher Mörder zu lebenslanger Zuchthausstrafe verurteilte ehemalige SS-Hauptscharführer Martin Sommer, der zeitweise Arrestaufseher des KZ Buchenwald (bekannt als der Henker von Buchenwald) gewesen ist.
1982 wurde in Rummelsberg eine Diakoninnengemeinschaft gegründet. Seither ist in Rummelsberg sowohl die Ausbildung zum Diakon als auch zur Diakonin möglich. Im Jahr 2007 trat der Rektor und Vorstandsvorsitzende Karl Heinz Bierlein zurück, als Vorwürfe laut wurden, er habe Diakone misshandelt. Auf der Mitgliederversammlung 2012 wurde der Verein umstrukturiert und dabei auch zum heutigen Namen umbenannt. Seit 2015 betreibt die Rummelsberger Diakonie ein Diakoniemuseum, das in wechselnden Ausstellungen die Geschichte der Diakonie in Bayern darstellt. Der Verein betreibt Einrichtungen an über 40 Orten in  Bayern.
Im Januar 2022 gab die Rummelsberger Diakonie bekannt, als erstes evangelisches Sozialunternehmen überhaupt den Christopher Street Day Nürnberg als Sponsor zu unterstützen. Negative Kritik am Engagement der Diakonie kam vom Arbeitskreis Bekennender Christen in Bayern und dem Evangelischen Arbeitskreis der CSU. Positive Resonanz gab es hingegen in der Stadtratsfraktion der Grünen.
Der Verein betreibt Einrichtungen an über 60 Orten in  Bayern. Dort werden derzeit etwa 6.400 Mitarbeitende beschäftigt.

## Gemeinschaften

### Rummelsberger Brüderschaft
Am 2. Juni 1890 eröffnete der Landesverein für Innere Mission in Nürnberg eine Ausbildungsstätte für Diakone als Mitarbeitende in der Diakonie. Die Gründung dieser Diakonenanstalt ist die Geburtsstunde der Rummelsberger Brüderschaft und damit auch der Rummelsberger Diakonie.  Die Gemeinschaft hat rund 1.500 Mitglieder.

### Diakoninnengemeinschaft Rummelsberg
1982 gründeten die ersten Diakoninnen und Frauen in Ausbildung die Diakoninnengemeinschaft als geistliche Dienstgemeinschaft.
Mit der Einsegnung und der Aufnahme in eine der Gemeinschaften werden Diakoninnen und Diakone Mitglieder der Rummelsberger Diakonie e. V. Geistliches Zentrum der Gemeinschaften ist die Philippuskirche in Rummelsberg. Die Leitung der jeweiligen Gemeinschaft ist Mitglied im Vorstand der Rummelsberger Diakonie.

## Hauptsitz

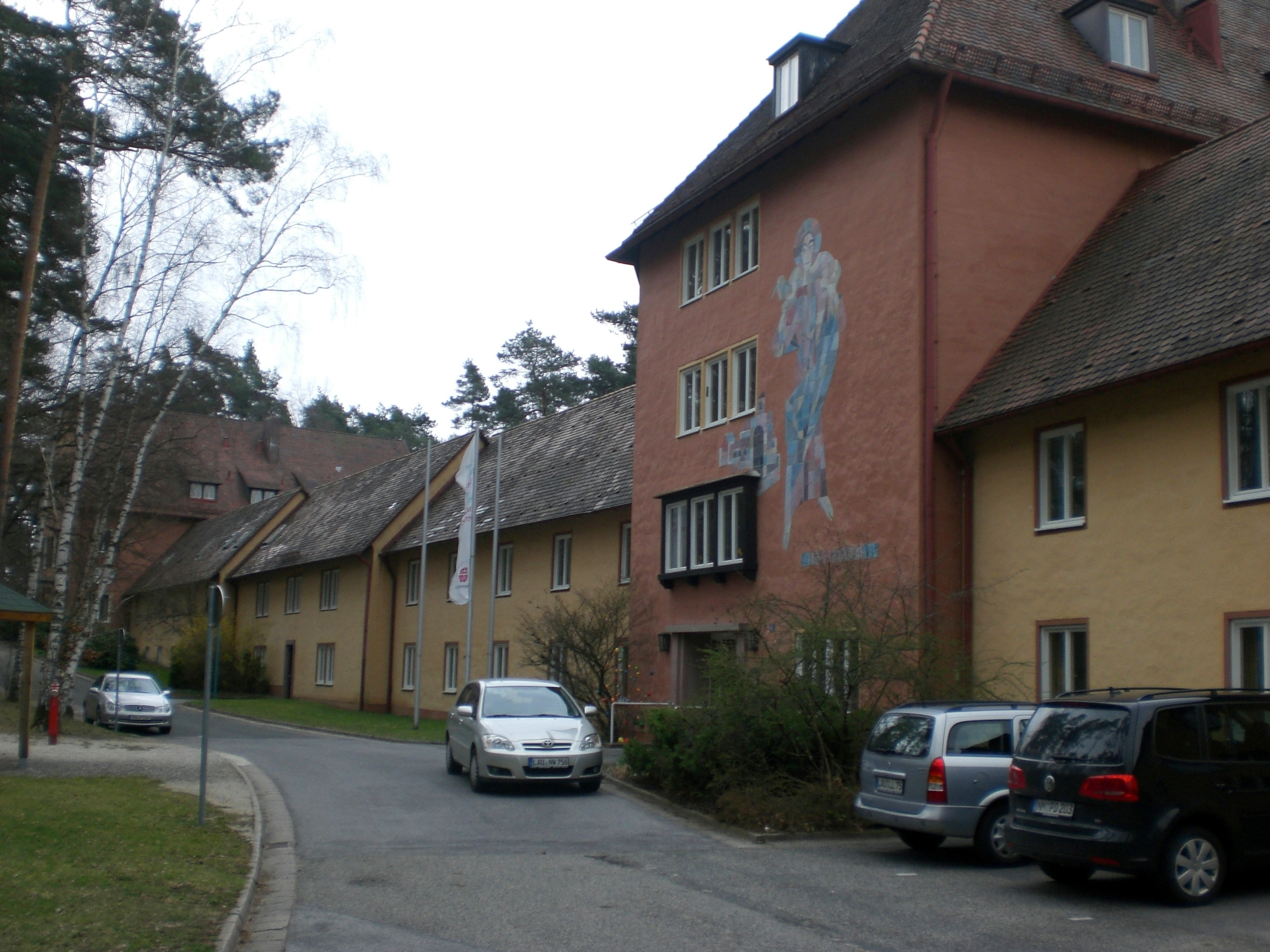
Feierabendhaus, vor dem Abriss 2020

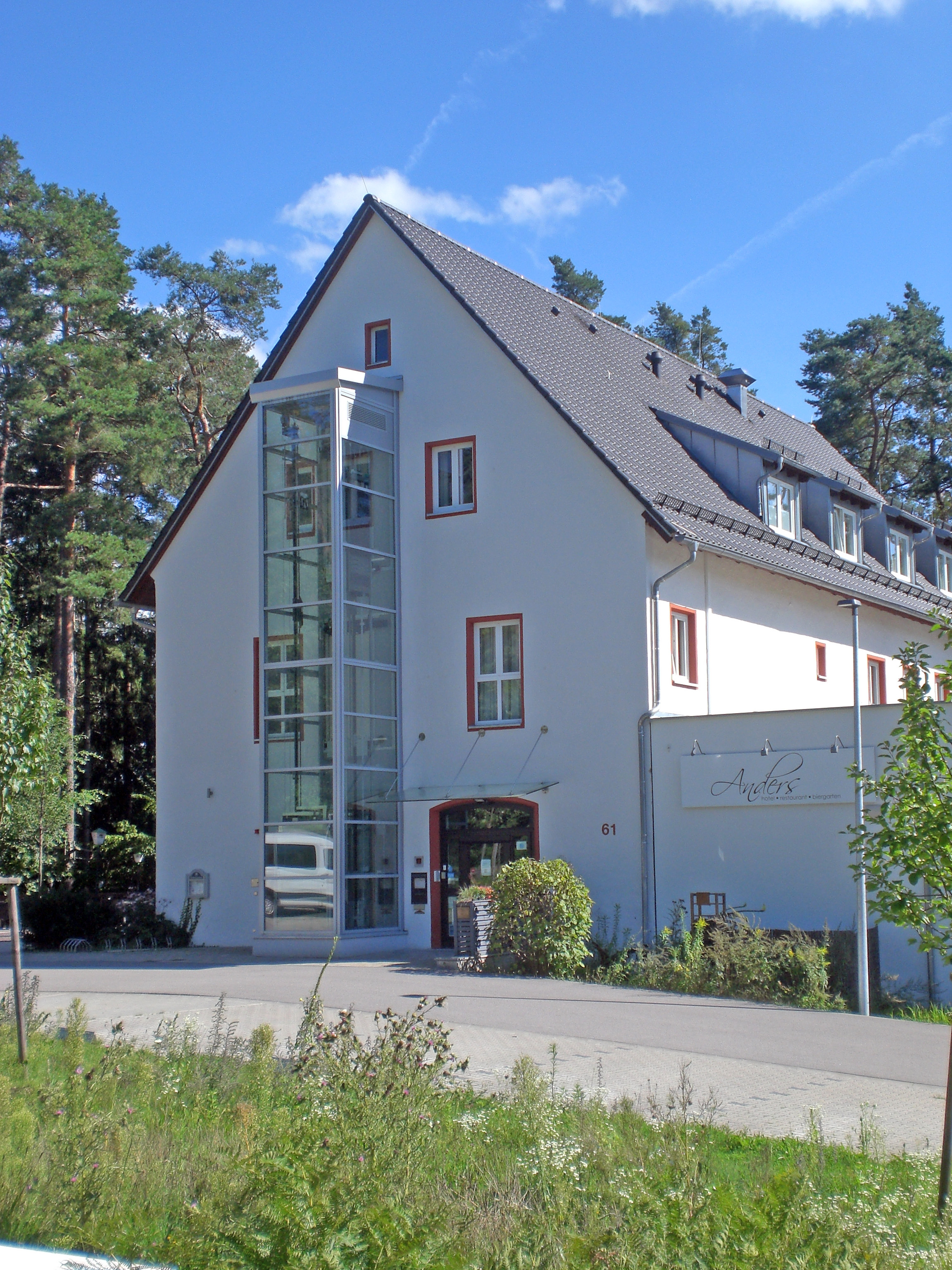
Neubau des Hotels „Anders“ in Rummelsberg 2023

Rummelsberg, ein Ortsteil der Gemeinde Schwarzenbruck, besteht komplett aus Gebäuden der Diakonie. Am Hauptsitz betreibt die Rummelsberger Diakonie eine Altenpflegeeinrichtung (Stephanushaus), ein Berufsbildungswerk mit angeschlossenem Internat für junge Menschen mit Behinderung, einen großen Jugendhilfeverbund mit mehreren Häusern, die Fachakademien für Heilpädagogik und Sozialpädagogik sowie das Studienzentrum (vormals Diakonenschule).
Neben den Beruflichen Schulen sowie der Ausbildung zum Diakon / zur Diakonin gibt es weitere Ausbildungsmöglichkeiten in Rummelsberg vor allem für junge Menschen mit Beeinträchtigungen. Zu diesen Ausbildungsbetrieben gehören eine Kfz-Werkstatt, eine Schreinerei, eine Gärtnerei, eine Malerei sowie diverse Industrie- und verwaltungstechnische Ausbildungen im Berufsbildungswerk. Die Betriebe stehen auch für Kunden aus der Umgebung offen.

## Rummelsberger Dienste für Menschen
Die Rummelsberger Dienste für Menschen gGmbH (RDM) ist eine Tochter des Rummelsberger Diakonie e. V. Diakonische Arbeit orientiert sich am christlichen Menschenbild und dem damit verbundenen Qualitätsanspruch diakonischer Angebote. Um diesem Anspruch gerecht werden zu können, braucht es solide wirtschaftliche und organisatorische Rahmenbedingungen. Management und Verwaltung, Technik und Servicedienste sorgen im Hintergrund für eine  Organisation. Gemeinsames Dach für diese Funktionen sind die Rummelsberger Dienste für Menschen (RDM gGmbH).:
- RDA Rummelsberger Dienste für Menschen im Alter gemeinnützige GmbH
- RDB Rummelsberger Dienste für Menschen mit Behinderung gemeinnützige GmbH
- RDJ Rummelsberger Dienste für junge Menschen gemeinnützige GmbH

Das Unternehmen ist Inhaber aller Gesellschaftsanteile der aufgeführten Gesellschaften. Darüber hinaus ist es als eigenständig gemeinnützige Aktivität Träger des Fachbereichs Berufliche  Schulen, zu dem die Fachakademien, die Berufsfachschulen und die Fachschulen gehören.
Die Geschäftsführer sind   Tobias Gaydoul, Karl Schulz.

### Rummelsberger Dienste für Menschen im Alter (RDA)
Mehr als 3.500 Seniorinnen und deren Angehörige nehmen ambulante, vorstationäre und stationäre Angebote der Seniorenhilfe in Anspruch. Neben den Pflege- und Betreuungsdiensten erfolgt auch die würdevolle Begleitung für Menschen mit einer demenziellen Erkrankung sowie Palliative Care und Hospizarbeit. In den Einrichtungen und Diensten arbeiten rund 2.000 Mitarbeiterinnen.

#### Senioreneinrichtungen

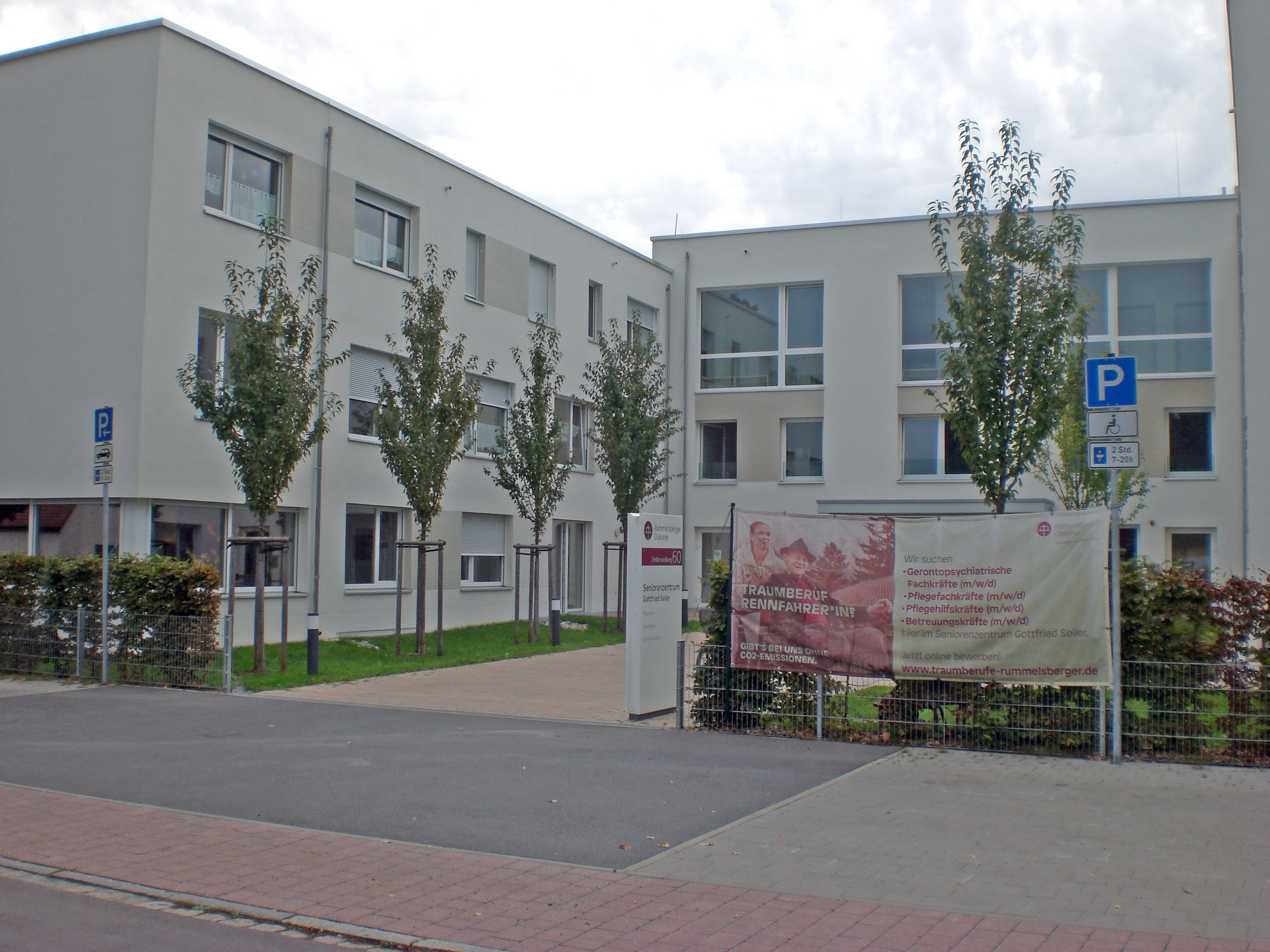
Seniorenzentrum „Gottfried Seiler“ in Feucht (2023)

Die Altenheime, Pflegeeinrichtungen und ambulanten Dienste der Rummelsberger Diakonie befinden sich in ganz Bayern
- Ansbach – Senioren-Tagespflege SenTa Windmühle, Fachstelle für pflegende Angehörige, Wohnpark Windmühle – Haus Heimweg
- Bad Tölz – Ambulanter Pflegedienst
- Bayreuth – Mühlhofer Stift, Hauskrankenpflege, Beratungsstelle, Senioren-Tagespflege, Servicewohnen, Pflegedienst Hugo
- Burtenbach – Diakoniezentrum Schertlinhaus, Ambulanter Dienst
- Egling – Senioren-Tagespflege
- Feucht – Seniorenzentrum „Gottfried Seiler“[21] mit Tagespflege
- Fürth Landkreis – Ambulanter Pflegedienst Seukendorf
- Gaißach – Senioren-Tagespflege
- Garmisch-Partenkirchen – Lenzheim
- Karlstadt – Wohnstift Andreas Bodenstein, Senioren-Tagespflege
- Leipheim – Rummelsberger Stift
- Marktheidenfeld – Haus Lehmgruben, Beratungsstelle RudiMachts
- Nürnberg – Diakoniestation Lichtenhof, Hermann-Bezzel-Haus, Hesperidenpark, Rummelsberger Stift St. Lorenz, Seniorenpark Neulichtenhof, SIGENA, Theresias Betreutes Wohnen
- Penzberg – Steigenberger Hof
- Rehau – Diakoniestation, Diakonisches Seniorenzentrum, Fachstelle für pflegende Angehörige
- Rummelsberg – Stephanushaus, Intensiv-Pflegedienst
- Schwarzenbach/Saale – Ambulante Angebote
- Söcking – Rummelsberger Stift, Seniorenwohnen Kurpark
- Starnberg – Rummelsberger Stift, Senioren-Tagespflege

### Rummelsberger Dienste für Menschen mit Behinderung (RDB)
Die Rummelsberger Dienste haben Angebote entwickelt, die sich an den Bedürfnissen und Fähigkeiten von Menschen mit Behinderung orientieren. Bei allen Angeboten steht die Wahlfreiheit an oberster Stelle.
Zum Angebot gehören:
• Wohngruppen und Wohnheime
• Unterstützung zu Hause
• Beratung
• Frühförderung und Therapie
• Heilpädagogische Tagesstätten
• Schulen
• Arbeits- und Beschäftigungsmöglichkeiten
• Freizeitangebote
Die HBK Bayreuth gGmbH ist eine Tochter der Rummelsberger Dienste für Menschen mit Behinderung.

### Rummelsberger Dienste für junge Menschen (RDJ)
Die „Rummelsberger Dienste für junge Menschen gGmbH“ (RDJ) unterstützt Kinder, Jugendliche und Familien in schwierigen Lebenssituationen. Mit stationären, ambulanten und flexiblen Hilfen erreichen 1.500 Mitarbeitende in ganz Bayern rund 2.500 junge Menschen im Alter von 0 bis 21 Jahren und deren Familien.

#### Berufsbildungswerk Rummelsberg
Das Berufsbildungswerk (BBW) Rummelsberg ist in drei Bereiche gegliedert: der Ausbildungsbetrieb, die staatlich anerkannte Berufsschule und das Internat, welches behindertengerecht ausgebaut ist. Im BBW werden jeweils Jugendliche mit körperlichen, oder geistigen Beeinträchtigungen ausgebildet. Die Ausbildung erfolgt jeweils im kaufmännischen und gewerblichen Bereich. Die Ausbildungsgänge sind dem Stand von Berufsausbildungen außerhalb identisch. Das Berufsbildungswerk beinhaltet auch eine staatliche Berufsschule, die zum Großteil von Teilnehmern des BBWs genutzt wird. Der größte Kostenträger des Berufsbildungswerkes ist die Agentur für Arbeit.
Aufgrund verschiedener Ausbildungsarten, die andere Berufsbildungswerke nicht bieten, kommen zum Teil Teilnehmer aus ganz Deutschland nach Rummelsberg.

### Berufliche Schulen
Innerhalb der RDM gemeinnützigen GmbH ist das Handlungsfeld Berufliche Schulen für soziale Berufe angesiedelt. Die Rummelsberger Diakonie unterhält seit 1890er Jahren Ausbildungsstätten.
Heute stehen an sechs Standorten in Bayern mehr als 1.200 Ausbildungsplätze für pflegerische, erzieherische, heilpädagogische und diakonische Berufe zur Verfügung. Die Lernenden werden von nahezu 200 Lehrenden begleitet.
Bildungsgänge im Überblick
• Ausbildung zur Kinderpflegerin in Schwabach
• Ausbildung zur Erzieherin in Rummelsberg und Nürnberg
• Ausbildung zur Pflegefachhelferin und Pflegefachfrau/Pflegefachmann in Nürnberg, Weißenburg und Penzberg
• Ausbildung zur Heilerziehungspflegehelferin und Heilerziehungspflegerin in Ebenried bei Allersberg
• Ausbildung zur Heilpädagogin in Rummelsberg

### Kliniken Rummelsberg
Am 26. Juli 2010 gaben die Rummelsberger den Verkauf des Krankenhauses Rummelsberg an die Klinikkette Sana bekannt. Die Kliniken in Rummelsberg gehen an die Sana Kliniken AG. Die Kinderklinik in Garmisch-Partenkirchen wurde vom bisherigen Chefarzt Johannes-Peter Haas und dem Investor Karl-Heinz Schmiegelt übernommen.

## Persönlichkeiten
- Karl Nicol (1886–1954) war Rektor der Rummelsberger Anstalten, Mitbegründer des Lutherischen Weltbundes und erster Präsident des neu gegründeten Landesverbandes für Innere Mission (heute Diakonisches Werk)
- Franz Theophil Becker war Chefarzt der Orthopädischen Kliniken in Altdorf bei Nürnberg und Rummelsberg.
- Karl Heinz Bierlein war Vorsitzender der Rummelsberger Anstalten von 1997 bis 2007.
- Gabriele Fograscher war Erzieherin der Rummelsberger Diakonie und gehörte dem deutschen Bundestag an.
- Walther Haffner war Kantor der Rummelsberger Diakonie und wurde zum Kirchenmusikdirektor ernannt.
- Wolfgang Haffner deutscher Jazz-Schlagzeuger, verbrachte seine Jugend in Rummelsberg.
- Karl Heinz Neukamm war Rektor der Rummelsberger Diakonie von 1967 bis 1984.
- Helmut Millauer (1941–2014) war Rektor der Rummelsberger Diakonie von 1984 bis 1997.
- Gottfried Seiler (1866–1940), Pfarrer und Leiter der Diakonen- und Erziehungsanstalt Rummelsberg[23]
- Martin Sommer, bekannt als Henker von Buchenwald, war nach einem Gnadengesuch in einer Pflegeeinrichtung der Rummelsberger Diakonie untergebracht.